# Trevor Cherry
Trevor John Cherry (født 23. februar 1948 i Huddersfield, England, død 29. april 2020) var en engelsk fodboldspiller, der spillede som forsvarsspiller. Han var på klubplan tilknyttet Huddersfield Town, Leeds United og Bradford City. Længst tid tilbragte han i Leeds, hvor han på 10 sæsoner nåede 399 ligakampe. Han hjalp klubben til det engelske mesterskab i 1974.
Cherry blev desuden noteret for 27 kampe for Englands landshold. Han repræsenterede sit land ved EM i 1980 i Italien.
I sine spillerår hos Bradford var Cherry spillende manager, og sad på posten efter sit karrierestop frem til 1987.

## Titler
Engelsk 1. division
- 1974 med Leeds United